# Pas-de-Jeu

Pas-de-Jeu este o comună în departamentul Deux-Sèvres, Franța. În 2009 avea o populație de 387 de locuitori.